# فرانك رايس
فرانك رايس (بالإنجليزية: Frank Rice)‏ هو ممثل أمريكي، ولد في 13 مايو 1892 في الولايات المتحدة، وتوفي في 9 يناير 1936 بلوس أنجلوس في الولايات المتحدة.

## أعمال

### أفلام
- (1935) روجلز من ريد جاب

## وصلات خارجية
- فرانك رايس على موقع IMDb (الإنجليزية)
- فرانك رايس على موقع أول موفي (الإنجليزية)
- فرانك رايس على موقع قاعدة بيانات الأفلام السويدية (السويدية)
- فرانك رايس على موقع قاعدة بيانات الفيلم (الإنجليزية)
- فرانك رايس على موقع كينوبويسك (الروسية)